# エンタープライズサーチ
エンタープライズサーチ（Enterprise Search、エンタープライズ検索、企業内検索）は、内外のウェブサイトも含め、企業内、社内、部署内の書類、人事、経営情報等を統合し、検索できるようにするためのシステム、またはそのコンセプトのことである。エンタープライズサーチエンジン、企業向け検索エンジンと呼ばれることもある。Gartnerでは、エンタープライズサーチを、情報アクセス技術（Information access technology）という一般的な呼称で呼んでいる。インデックスを活用したデータベース（Index-based data management）として分類されることもあり、高速なデータアクセス手段の一つでもある。

## 概略
企業が蓄積しているサーバを巡回、その後どのファイルがどこにあるかなどの整理を行って記録し、そこから一つ一つを検索できるようにしたシステム。インターネット検索で利用する検索エンジンと同じように、企業内の様々なデータを検索できるようになるため、利用する人のファイル使用効率化を図る一助となっており、業務効率化、コスト削減、働き方改革を実現するためのツールとして有効である。
システムの完成後、企業内でどの社員がどのファイルにアクセスしてよいのか、という規制が必要になったことから、アクセス制限の技術も進化してきている。システムは2000年ごろから徐々に登場しはじめ、2005年頃に製品の利用が増加してきた。様々な乱立するシステムや増大する構造化データや非構造化データを仲介、自動処理するハブとして、企業内の情報アクセス基盤（Information access infrastructure）や情報アクセス技術（Information access technology）の役割が強くなっており、2008年 のマイクロソフトのファストサーチ & トランスファ買収に始まり、優良な独立企業のIT企業最大手による買収が続いた時期もあった。
2010年代後半頃には、これらのIT企業最大手とは一線を画す形で、日本企業による国内市場向けのソフトウェア製品がシェアを急拡大しており、AI（人工知能）技術を活用して検索精度を高めるなどの取り組みがなされているものもある。
また、Big Data（ビッグデータ）が取り沙汰されるようになり、大量データの処理が必要となるニーズは様々だが、検索はその最も複雑なニーズの一つである。
- ログ分析のような単純計算
- BI（Business Intelligence, ビジネスインテリジェンス）
- 機械学習や検索

2020年代中盤には、RAG技術を応用した生成AI連携機能を搭載する製品が登場。

## 代表的な企業
- 日本企業
  - アクセラテクノロジ(TanQlo/BizSearch)
  - ジップインフォブリッジ(SAVVY/EWAP)
  - ジャストシステム(CBES)
  - スマートインサイト（SMART/InSight）
  - 住友電工情報システム(QuickSolution)
  - 鉄飛テクノロジー（FileBlog）
  - ブレインズテクノロジー（Neuron ES）
  - ARアドバンストテクノロジ（LOOGUE deepdoc)
- グローバル企業
  - Google
  - ヒューレット・パッカード（HP オートノミー）
  - IBM（Vivisimo）
  - オラクル（Endeca）
  - マイクロソフト（ファストサーチ & トランスファ）
- 買収の歴史
  - 2008年01月 FAST買収でMicrosoftのGoogleとの戦いに新展開
  - 2011年08月 HP、非構造データ管理のAutonomyを103億ドルで買収
  - 2011年10月 オラクル、エンタープライズ検索技術のエンデカを買収へ
  - 2012年04月 IBM、Vivisimoを買収--ビッグデータ対応策強化へ

## エンタープライズサーチの応用
- コンテンツ管理システム (CMS)
- エンタープライズコンテンツ管理
- 電子商取引
- 電子情報開示
- 文書管理システム
- ナレッジマネジメント
- ビジネスインテリジェンス
- 顧客関係管理
- ビジネスプロセス管理
- デジタル資産管理
- 記録管理
- メールアーカイブ
- 情報ライフサイクル管理
- 品質管理
- 設計支援
- 調達・購買支援